# 몽키맨 (영화)
"몽키맨"(영어: Monkey Man)은 2024년 개봉한 미국의 액션 스릴러 영화이다. 배우 데브 파텔의 장편 데뷔작이며, 그가 각본에 역시 참여했다.

## 출연진

### 주연
- 데브 파텔 - 키드 역

### 조연
- 시칸다르 케르 - 라나 싱 역
- 피토바시 - 알폰소 역
- 샬토 코플리 - 타이거 역
- 소비타 둘리팔라 - 시타 역
- 비핀 샤르마 - 알파 역
- 아슈위니 칼세카르 - 퀸 역
- 아디티 칼쿤테
- 마카란드 데슈판데 - 바바 역